# Пуеняго дел Гарда
Пуеня̀го дел Га̀рда (на италиански: Puegnago del Garda, на източноломбардски: Puegnàgh, Пуеняк) е малко градче и община в Северна Италия, провинция Бреша, регион Ломбардия. Разположено е на 224 m надморска височина. Населението на общината е 3288 души (към 2013 г.).